# Casa circondariale dell'Aquila
La casa circondariale dell'Aquila, nota anche come carcere dell'Aquila o carcere delle Costarelle, è un istituto penitenziario italiano, situato nel comune dell'Aquila in località Costarelle, adibito principalmente al regime carcerario previsto dall'articolo 41-bis.

## Storia
La struttura, voluta dai governi del pentapartito anche per intercessione del sottosegretario abruzzese Domenico Susi, fu terminata nel 1986 ed entrò in funzione nel 1993, con la dismissione del vecchio carcere cittadino, sito nel centro storico della città nell'antico convento adiacente alla chiesa di San Domenico. Con l'aumento a livello nazionale dei detenuti sottoposti al regime carcerario dettato dall'articolo 41-bis introdotto dalla legge 10 ottobre 1986, n. 663 (legge Gozzini) avvenuto all'inizio degli anni '90, dal 1996 la struttura è principalmente adibita a questo tipo di custodia carceraria; ospita inoltre l'unico reparto femminile sottoposto a tale regime.
La scelta di ospitare qui un carcere di questo genere nasce da diverse caratteristiche, esempio dalla vicinanza con Roma 100 km, dal basso livello criminale della Regione Abruzzo e dalla posizione della città sita all'interno di una conca naturale, la quale risulta facilmente presidiabile in caso di evasioni.

## Detenuti
La struttura era inizialmente progettata per una capienza massima di 150 detenuti, ma il numero è salito in seguito a 300, divisi tra carcerati comuni e sottoposti al regime del 41-bis. Al gennaio del 2023, vi sono detenute 12 donne e circa 160 uomini.

### Elenco di detenuti passati e presenti
Di seguito un elenco parziale di personaggi detenuti nella casa circondariale dell'Aquila, in passato o attualmente:
- Leoluca Bagarella[2]
- Pasquale Condello[4]
- Raffaele Cutolo[2]
- Paolo Di Lauro[4]
- Filippo Graviano[4]
- Maria Licciardi
- Nadia Desdemona Lioce[4]
- Felice Maniero[2]
- Matteo Messina Denaro[4]
- Marco Raduano
- Totò Riina[2]
- Francesco Schiavone[2]
- Rocco Moretti
- Michele Zagaria